# Isle (Haute-Vienne)
Pour les articles homonymes, voir Isle.
Isle est une commune française située dans la banlieue sud-ouest de Limoges, dans le département de la Haute-Vienne en région Nouvelle-Aquitaine. Ses habitants sont appelés les Isloises et les Islois.
Isle est la 5e ville du département, en nombre d'habitants, après Limoges, Saint-Junien, Panazol et Couzeix.

## Géographie

### Localisation et accès
Isle une ville de l'unité urbaine de Limoges, située sur la rive droite de la Vienne, en face de Condat-sur-Vienne, sur la route de Périgueux. Il s'agit d'ailleurs de la ville du département la plus proche de Limoges. Ainsi, la distance de mairie à mairie à vol d'oiseau est de seulement 3,5 km (contre 3,6 pour Panazol).
Isle est située au sud-ouest de Limoges et s'étend de Limoges à Aixe-sur-Vienne, Condat-sur-Vienne et Verneuil-sur-Vienne.

### Communes limitrophes
Isle est limitrophe de six autres communes.
Les communes limitrophes sont  Aixe-sur-Vienne, Beynac, Bosmie-l'Aiguille, Condat-sur-Vienne, Limoges et Verneuil-sur-Vienne.
| Verneuil-sur-Vienne |                   | Limoges           |
| Aixe-sur-Vienne     | Isle              |                   |
| Beynac              | Bosmie-l'Aiguille | Condat-sur-Vienne |

### Hydrographie
La commune est également bordée par l'Aurence, affluent de la Vienne, qui l'arrose au nord et à l'ouest.

### Voies de communication et transports
De nombreuses routes permettent d'accéder à la commune, notamment la RN 21 direction Périgueux en venant de Limoges.
Par bus, cette commune est desservie par les lignes 12 et 27 du réseau STCL.

### Climat
Pour des articles plus généraux, voir Climat de la Nouvelle-Aquitaine et Climat de la Haute-Vienne.
Historiquement, la commune est exposée à un climat océanique limousin.  
En 2020, Météo-France publie une typologie des climats de la France métropolitaine dans laquelle la commune est exposée à un climat océanique altéré et est dans la région climatique  Ouest et nord-ouest du Massif Central, caractérisée par une pluviométrie annuelle de 900 à 1 500 mm, maximale en automne et en hiver.
Pour la période 1971-2000, la température annuelle moyenne est de 11,6 °C, avec une amplitude thermique annuelle de 15 °C. Le cumul annuel moyen de précipitations est de 1 020 mm, avec 13,2 jours de précipitations en janvier et 7,4 jours en juillet. Pour la période 1991-2020, la température moyenne annuelle observée sur la station météorologique la plus proche, située sur la commune de Limoges à 5,3 km à vol d'oiseau, est de 11,8 °C et le cumul annuel moyen de précipitations est de 1 018,0 mm,. Pour l'avenir, les paramètres climatiques de la commune estimés pour 2050 selon différents scénarios d’émission de gaz à effet de serre sont consultables sur un site dédié publié par Météo-France en novembre 2022.

## Urbanisme

### Typologie
Au 1er janvier 2024, Isle est catégorisée ceinture urbaine, selon la nouvelle grille communale de densité à sept niveaux définie par l'Insee en 2022.
Elle appartient à l'unité urbaine de Limoges, une agglomération intra-départementale regroupant dix  communes, dont elle est une commune de la banlieue,,. Par ailleurs la commune fait partie de l'aire d'attraction de Limoges, dont elle est une commune de la couronne,. Cette aire, qui regroupe 127 communes, est catégorisée dans les aires de 200 000 à moins de 700 000 habitants,.

### Occupation des sols
L'occupation des sols de la commune, telle qu'elle ressort de la base de données européenne d’occupation biophysique des sols Corine Land Cover (CLC), est marquée par l'importance des territoires agricoles (61,9 % en 2018), en diminution par rapport à 1990 (67,1 %). La répartition détaillée en 2018 est la suivante : 
prairies (45,9 %), zones urbanisées (23,4 %), zones agricoles hétérogènes (16 %), forêts (9,2 %), eaux continentales (3,4 %), zones industrielles ou commerciales et réseaux de communication (2 %). L'évolution de l’occupation des sols de la commune et de ses infrastructures peut être observée sur les différentes représentations cartographiques du territoire : la carte de Cassini (XVIIIe siècle), la carte d'état-major (1820-1866) et les cartes ou photos aériennes de l'IGN pour la période actuelle (1950 à aujourd'hui).

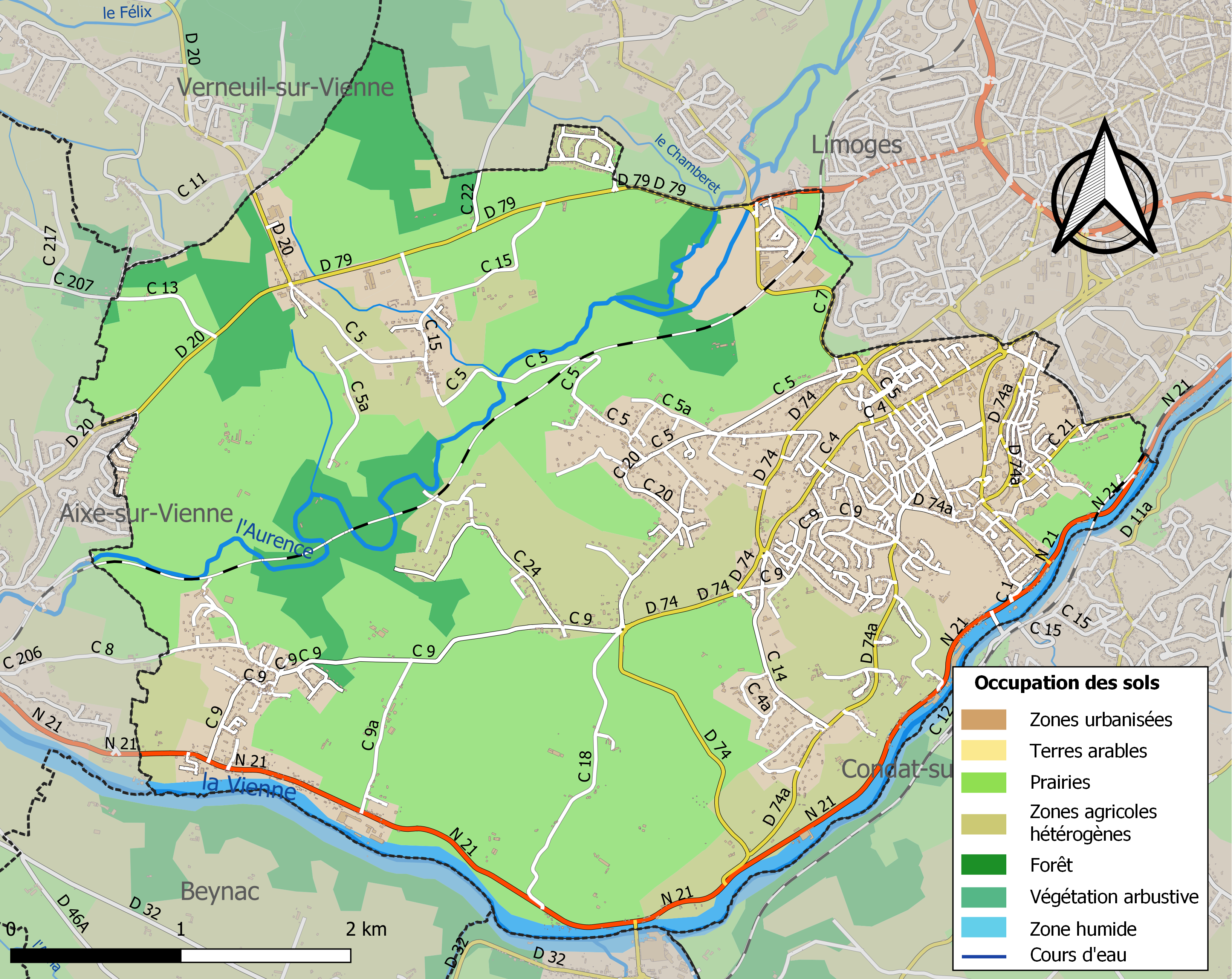
Carte des infrastructures et de l'occupation des sols de la commune en 2018 (CLC).

### Risques majeurs
Le territoire de la commune d'Isle est vulnérable à différents aléas naturels : météorologiques (tempête, orage, neige, grand froid, canicule ou sécheresse), inondations et séisme (sismicité faible). Il est également exposé à deux risques technologiques,  le transport de matières dangereuses et la rupture d'un barrage, et à un risque particulier : le risque de radon. Un site publié par le BRGM permet d'évaluer simplement et rapidement les risques d'un bien localisé soit par son adresse soit par le numéro de sa parcelle.

#### Risques naturels
Certaines parties du territoire communal sont susceptibles d’être affectées par le risque d’inondation par débordement de cours d'eau, notamment la Vienne et l'Aurence. La commune a été reconnue en état de catastrophe naturelle au titre des dommages causés par les inondations et coulées de boue survenues en 1982, 1988, 1993, 1999 et 2018,. Le risque inondation est pris en compte dans l'aménagement du territoire de la commune par le biais des plans de prévention des risques inondation (PPRI) « Aurence », approuvé le 23 août 2007 et « Vienne du Palais à Beynac », approuvé le 18 mai 2005.

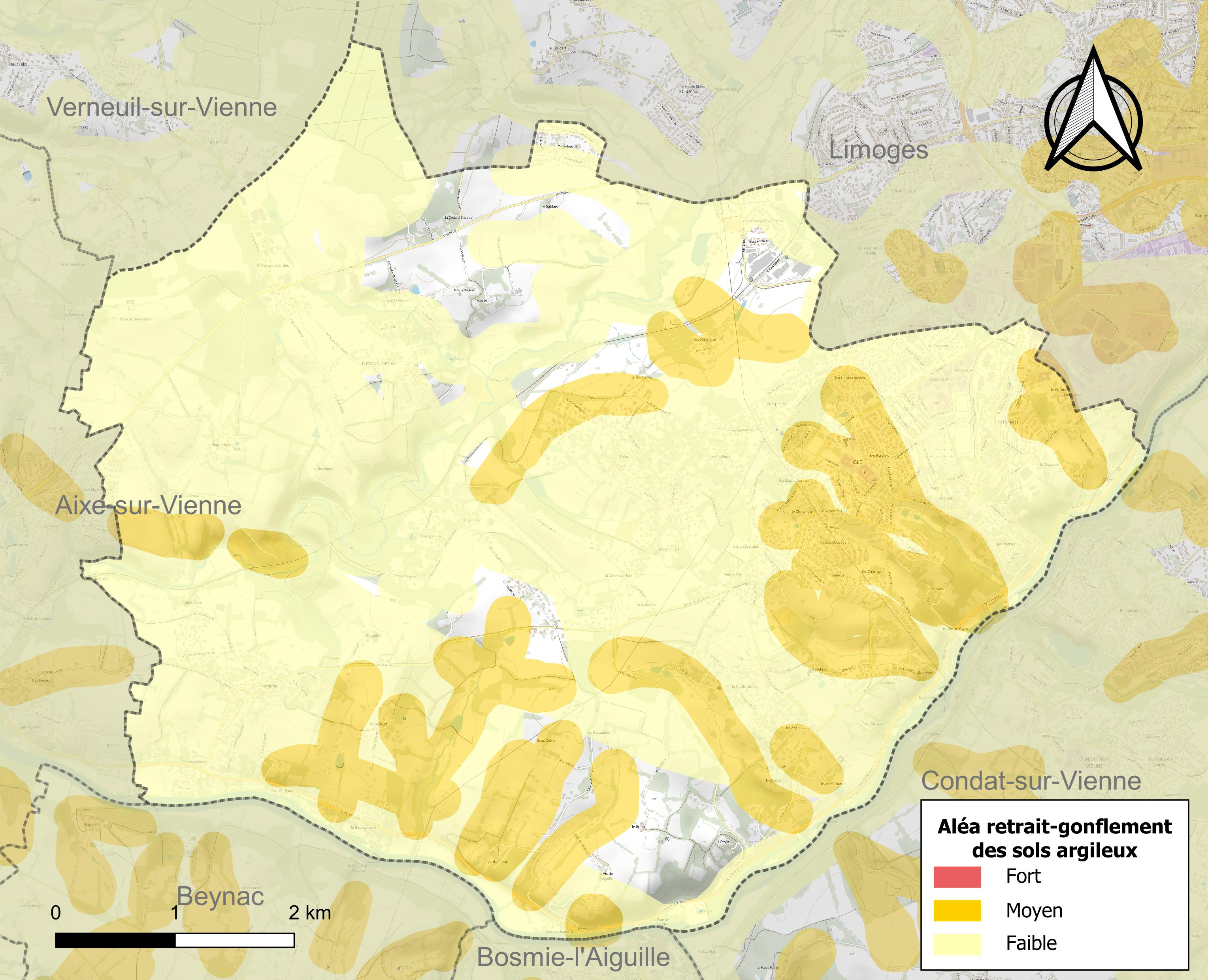
Carte des zones d'aléa retrait-gonflement des sols argileux d'Isle.

Le retrait-gonflement des sols argileux est susceptible d'engendrer des dommages importants aux bâtiments en cas d’alternance de périodes de sécheresse et de pluie. 25,2 % de la superficie communale est en aléa moyen ou fort (27 % au niveau départemental et 48,5 % au niveau national métropolitain). Depuis le 1er octobre 2020, en application de la loi ÉLAN, différentes contraintes s'imposent aux vendeurs, maîtres d'ouvrages ou constructeurs de biens situés dans une zone classée en aléa moyen ou fort,.
La commune a été reconnue en état de catastrophe naturelle au titre des dommages causés par la sécheresse en 2018 et 2019 et par des mouvements de terrain en 1999.

#### Risque technologique
La commune est en outre située en aval des barrages de Lavaud-Gelade, dans la Creuse, de Saint-Marc et de Vassivière, des ouvrages de classe A. À ce titre elle est susceptible d’être touchée par l’onde de submersion consécutive à la rupture de cet ouvrage.

#### Risque particulier
Dans plusieurs parties du territoire national, le radon, accumulé dans certains logements ou autres locaux, peut constituer une source significative d’exposition de la population aux rayonnements ionisants. Selon la classification de 2018, la commune d'Isle est classée en zone 2, à savoir zone à potentiel radon faible mais sur lesquelles des facteurs géologiques particuliers peuvent faciliter le transfert du radon vers les bâtiments.

## Toponymie
Le toponyme proviendrait du latin insula (île). 
Ce terme donnera Isle en français et Isla en limousin, ancien dialecte parlé localement.

## Histoire
Isle était une seigneurie ecclésiastique appartenant aux évêques de Limoges.
Le château des évêques qui était à côté de l'église a été démoli pendant la Révolution.
Le poète limousin Jean Rebier « Majoral du Félibrige » (1879-1966) a vécu dans sa propriété du hameau du Mas de l'Aurence.
L'écrivain Robert Margerit (1910-1988) a vécu dans la propriété de Thias.
Pendant la Révolution, la paroisse devient une commune. Celle-ci perd, en 1792, environ le quart de sa superficie par la création, dans la partie de son territoire au sud de la Vienne, de la commune de Bosmie-L'Aiguille.
Les écoles de hameau du Mas de l'Aurence (transférée du Mas des Landes) et de Mérignac ont été fermées en 1993.
De 1947 à 1953, l'ouest de la commune a disposé d'un adjoint spécial.
En 1979-1980, le club de la JA Isle Football accède au Championnat de France de 4e Division, il y côtoya les grandes équipes puis les grands joueurs Jean-Pierre Papin, Christophe Dugarry et Bixente Lizarazu ont foulé la pelouse du stade des Bayles.

## Blasonnement
|  | Les armoiries de Isle se blasonnent ainsi (XIXe s.) : De gueules à la tour d'argent, maçonnée, ouverte et ajourée de sable, terrassée de sinople, adextrée d'une crosse d'or et senestrée d'une rose du même ; à la bordure cousue d'azur. |

## Démographie
L'évolution du nombre d'habitants est connue à travers les recensements de la population effectués dans la commune depuis 1793. Pour les communes de moins de 10 000 habitants, une enquête de recensement portant sur toute la population est réalisée tous les cinq ans, les populations de référence des années intermédiaires étant quant à elles estimées par interpolation ou extrapolation. Pour la commune, le premier recensement exhaustif entrant dans le cadre du nouveau dispositif a été réalisé en 2008.

En 2022, la commune comptait 7 915 habitants, en évolution de +3,97 % par rapport à 2016 (Haute-Vienne : −0,68 %, France hors Mayotte : +2,11 %).
| 1793  | 1800  | 1806  | 1821  | 1831  | 1836  | 1841  | 1846  | 1851  |
| ----- | ----- | ----- | ----- | ----- | ----- | ----- | ----- | ----- |
| 1 150 | 1 124 | 1 214 | 1 436 | 1 392 | 1 480 | 1 482 | 1 531 | 1 592 |

| 1856  | 1861  | 1866  | 1872  | 1876  | 1881  | 1886  | 1891  | 1896  |
| ----- | ----- | ----- | ----- | ----- | ----- | ----- | ----- | ----- |
| 1 809 | 1 927 | 1 890 | 1 951 | 2 107 | 2 139 | 2 135 | 2 148 | 2 165 |

| 1901  | 1906  | 1911  | 1921  | 1926  | 1931  | 1936  | 1946  | 1954  |
| ----- | ----- | ----- | ----- | ----- | ----- | ----- | ----- | ----- |
| 2 176 | 2 193 | 2 174 | 2 001 | 2 123 | 2 107 | 2 043 | 2 435 | 2 635 |

| 1962  | 1968  | 1975  | 1982  | 1990  | 1999  | 2006  | 2008  | 2013  |
| ----- | ----- | ----- | ----- | ----- | ----- | ----- | ----- | ----- |
| 2 961 | 4 790 | 5 808 | 6 863 | 7 292 | 7 691 | 7 547 | 7 488 | 7 523 |

| 2018  | 2022  | - | - | - | - | - | - | - |
| ----- | ----- | - | - | - | - | - | - | - |
| 7 779 | 7 915 | - | - | - | - | - | - | - |

## Culture locale et patrimoine

### Lieux et monuments
- Église Saint-Martin (XIIIe siècle). L'édifice a été inscrit au titre des monuments historiques en 1985[32].
- Château et parc des Bayles (propriété de la commune)
- Château de Gigondas
- Châteaux et manoirs de Reignefort, La Chabroulie, Le Gondeau, L'Étoile, Verthamont, Le Caillaud, Le Généty, Envaud, Le Val d'Enraud, Les Courrières.

### Personnalités liées à la commune
- Pierre de Montbrun (décès à Isle le 19 février 1457), ecclésiastique qui fut évêque de Limoges de 1426 à 1457.
- Jean de Barton II (décès à Isle le 13 septembre 1510), ecclésiastique qui fut évêque de Limoges de 1484 à 1510.
- Grégoire Benoist de Lostende, né le 8 juillet 1786 au lieu-dit Reignefort, mort à Mâcon le 12 avril 1849. Prisonnier à Baylen, il s’échappe des pontons. Sert au 121e de ligne en 1810. Russie, puis aide de camp du général Guilleminot en 1813. Blessé et fait prisonnier le 9 novembre 1813 près de Mayence. Combat à Waterloo en 1815.
- Benoît Lesterpt-Beauvais, fils de François Lesterpt, avocat, et de Dorothée Cœur-Deroy, est né à Le Dorat, le 22 août 1750. Il a été guillotiné à Paris, le 31 octobre 1793, après avoir été député aux États généraux de 1789 et membre de la Convention nationale. Sa famille avait le château de la Chabroulie sur cette même commune aujourd'hui propriété privée.
- Émile Montégut (1825-1895), essayiste, critique littéraire de la Revue des Deux-Mondes. Inhumé à Isle.
- Jean Rebier (1879-1966), poète, pionnier du félibrige, fondateur de la revue Lemouzi.
- Robert Margerit (1910-1988), écrivain (Prix Renaudot 1951).
- René Lamarsaude (1912-1972), ancien rugbyman, chroniqueur sportif.
- Robert Laucournet (22 juillet 1921 - 14 octobre 2008), vice-président du Sénat (1968-1995), inhumé à Isle.
- Robert Savy (1931-), professeur de droit, homme politique français, ancien député et ancien président du Conseil régional du Limousin, son père était ici.
- Jean-Baptiste Gobelet, rugbyman et champion de France avec le Biarritz olympique.
- Alexis Palisson, rugbyman, 21 sélections en équipe de France depuis 2008 ; vainqueur du Tournoi des Six Nations (Grand chelem en 2010) puis vainqueur du Top 14 avec le club du RC Toulon en 2014.
- Karena Wihongi, rugbyman.
- François Duboisset, rugbyman avec le CA Brive ; champion d'Europe 1997 ; vice-champion d'Europe 1998 ; en mars 2007, il quitte Canal+ pour retourner à Brive en compagnie de Patrick Sébastien, ce dernier ayant repris les rênes du club. Il est nommé directeur général délégué du CABCL. Pendant la Coupe du Monde de rugby 2003 et celle de 2007, il est consultant sur RMC avec notamment son ancien coéquipier briviste Vincent Moscato.
- Doriane Vidal, championne française de snowboard et vice-championne olympique.

### Jumelages
- Gunzenhausen (Allemagne).

### Clubs sportifs
- Jeunesse athlétique d'Isle (JA Isle)
  - Football : Régionale 1 (Ligue Nouvelle-Aquitaine)
  - Rugby : Fédérale 3
  - Badminton Club Isle 87 (BCI 87) : plus gros club de badminton de la région Limousin, interclubs N3
  - Judo
  - J.A Isle vélo loisir VTT
- Tennis Club d'Isle
- Isle Athlé
- A la Volley (ALV) d'Isle
- Association d'Arts Martiaux d'Isle (2A.M.I. : Capoeira - Karaté). Missions humanitaires au Maroc.
- JA ISLE Handball : Prénationale

## Pour approfondir